# بهارک ایرانی
بهارک ایرانی (نام علمی: Corydalis persica) نام یک گونه (زیست‌شناسی) از سرده بهارک است.